# Autonoom systeem (industrieel)
Een industrieel autonoom systeem is een technische entiteit die systematisch en zonder tussenkomst van buitenaf zijn doelen bereikt, zelfs wanneer er onzekere omgevingsomstandigheden zijn. Belangrijke essentiële  kenmerken voor een industrieel autonoom systeem omvatten systematische procesuitvoering, 24/7-werking, aanpasbaarheid aan onvoorspelbare en/of onzekere omstandigheden, zelfbestuur en de op zichzelf staande aard van het systeem.
Het gebied van autonome systemen omvat fundamentele, technologische en technische aspecten van het ontwikkelen en beheren van software-intensieve systemen. Deze systemen worden gekenmerkt door autonomie en zelfaanpassing. Voorbeelden zijn: autonome auto's/voertuigen, autonome robots, Internet of Things (IoT), slimme productiesystemen en Systems of Systems.